# ファルサロスのメノン3世
メノン（希：Mένων、ラテン文字転記：Menon、？-紀元前400年）は、キュロスの反乱に参加したテッサリア人である。

## 生涯
メノンはアレクシデモスなる人物の息子で、弁論家ゴルギアスの門弟の一人でもあった。メノン自身の名を冠したプラトンによる対話篇『メノン』においては（必ずしも歴史をそのまま書いたものとは言えないではなかろうが）、ソクラテスとの対話時にはメノンは秘儀を受けるためにアテナイに滞在しており、たくさんの従者を連れていたという風に描写されている。美少年であった彼は若い頃にラリサ人のアリスティッポスの愛人となって彼にせがんで傭兵の指揮権を得てアジアに渡り、そこで美少年の愛好家だったアリアイオスの愛人になり、タリュパスという愛人も持っていたという。
メノンは（おそらくアリスティッポスから貰った傭兵であろうが）重装歩兵1000人と軽装歩兵500人を率いて他のギリシア人傭兵と同様に紀元前401年のキュロスの兄王アルタクセルクセス2世に対する反乱に参加し、コロッサイでキュロスに合流した。キリキアでは同地の王シュエンネシスの妻で、キュロスの軍に同行していたエピュアクサをキリキアへと送り返す任に着いたが、（略奪中か道に迷っていた時に）キリキア人との戦いで100人の重装歩兵を失った。
その後、エウフラテス川のあたりで、キュロスがバビュロンに到着した暁には傭兵の隊長たちに銀5ムナを与え、イオニアに戻るまでの兵士の給料を全額支払うと約束した。この時、メノンは他の部隊が去就を明らかにする前にエウフラテス川を渡ってキュロスの歓心を買おうと部下の兵士たちに説いた。兵士たちはこれに賛同してその通りにし、その結果メノンは豪華な贈り物とねぎらいの言葉をキュロスから受け取った。
カマンデという町でメノンの兵士とスパルタ人指揮官クレアルコスの兵士との諍いが元で両者が武器を取り、あやうく同士討ちになりそうになったことがあった。この時はテバイ人プロクセノスとキュロスの説得でクレアルコスは怒りを静めて事なきを得たが、この件とキリキアでの事件はメノンの兵士の規律の低さを示している。ちなみにクセノポンはメノンは配下の兵士を自身の悪事の共犯者にすることによって従わせようとしていたと言っている。クテシアスは（フォティオスによる『ペルシカ』の要約において）キュロスが何にせよメノンよりもクレアルコスの意見を聞いていたためにメノンとクレアルコスは不仲であったとしている。
キュロスとアルタクセルクセスが戦ったクナクサでの決戦でメノンは右翼に配置されたギリシア人傭兵の左端を指揮した。しかし、キュロスはこの戦いで討ち死にし、戦いの後にこれを知ったクレアルコスによってメノン（前述のように彼はアリアイオスと親しい間柄だったためである）はスパルタ人ケイリソポスと共にキュロスの副官であったアリアイオスの許へと、望むなら彼を王位につけるために働くつもりだと知らせるために送られた。しかし、アリアイオスはペルシア側の太守ティッサフェルネスに懐柔されてペルシア王側に寝返った。ギリシア傭兵の総指揮官であったクレアルコスはアリアイオスを疑ってはいたが、一方でティッサフェルネスからギリシア傭兵の身の安全を得ようと交渉を続けていた。そこでクレアルコスは相手の疑いを解くために他の他のギリシア人傭兵の指揮官たち（アルカディア人のアギス、アカイア人のソクラテス（哲学者のソクラテスとは別人）、プロクセノス、メノン）と共にティッサフェルネスとの会見に臨んだが、彼らはティッサフェルネスの騙まし討ちにあって殺された。しかし、そのうちメノンだけは殺されなかった。クセノポンはその理由について明言してはいないが、ディオドロスはメノンの裏切りのためであるとしている。なお、クテシアスは慎重なクレアルコスをメノンが騙してこの会見に臨ませたとしている。それにもかかわらず、その一年後にメノンはアルタクセルクセスによって処刑された。

## 人物像
クセノポンはメノンの人柄について金銭欲が強いだとか、嘘を好み、正直や率直であることを馬鹿だと思っているだとか、相当ネガティブに書いている。一方で、プラトンは『メノン』においてメノンをそのような悪徳の塊のような人物としては描写していない。とはいえ、登場人物としてのメノンに「善きもの」と問われると「金銭を手に入れること、国家において名誉や官職を得ること」と答えさせているし、劇中のソクラテスにメノンのことを「自分自身を支配しようとは少しもしないくせに、相手に対しては支配権をにぎろうとする」と述べさせており、クセノポンの人物評は誇張や悪意があるとしても、まったくの嘘というわけではなさそうである。

## 註
1. ↑  プラトン, 『メノン』, 70b
2. ↑  プラトン, 『メノン』, 76e, 82a
3. 1 2  クセノポン, II. 6. 29
4. ↑  クセノポン, I. 2. 6
5. ↑  ディオドロス, XIV. 19
6. ↑  クセノポン, I. 2. 20
7. ↑  クセノポン, I. 4. 13-17
8. ↑  クセノポン, I. 5. 11
9. ↑  クセノポン, II. 6. 27
10. 1 2  フォティオス, cod. 72
11. ↑  クセノポン, I. 8. 4
12. ↑  クセノポン, II. 1. 5
13. ↑  クセノポン, II. 5. 31-38
14. ↑  プルタルコス, 「アルタクセルクセス」, 18
15. ↑  ディオドロス, XIV. 27
16. ↑  クセノポン, II. 6. 21-27
17. ↑  プラトン, 『メノン』, 78c
18. ↑  プラトン, 『メノン』, 86d